# Malcolm Turnbull
Malcolm Bligh Turnbull, född 24 oktober 1954 i Sydney, är en australisk politiker som den 15 september 2015 tillträdde ämbetet som Australiens premiärminister efter Tony Abbott. Mellan 2008 och 2009 var Turnbull ledare för Australiens liberala parti, en post som han återfick den 14 september 2015 då han besegrade Abbott i en omröstning om partiledarposten.
Turnbull avgick från parlamentet den 31 augusti 2018.

## Privatliv
Turnbull är gift med Lucy Turnbull. Paret gifte sig den 22 mars 1980. Turnbull och Lucy har två vuxna barn och från och med juli 2016, tre barnbarn.